# أوتو هوستيد
أوتو هوستيد هو لاعب هوكي الحقل دنماركي، ولد في 10 أكتوبر 1902، وتوفي في 31 مارس 1980.

## وصلات خارجية
- أوتو هوستيد على موقع أوليمبيديا (الإنجليزية)